# Nasturtium gambelii
Nasturtium gambelii är en korsblommig växtart som först beskrevs av Sereno Watson, och fick sitt nu gällande namn av Otto Eugen Schulz. Nasturtium gambelii ingår i släktet källfränen, och familjen korsblommiga växter. Inga underarter finns listade i Catalogue of Life.